# Övervakningsnämnd
Övervakningsnämnd kallas sådan nämnd inom det svenska rättsväsendet som fattar beslut gällande personer som är dömda till skyddstillsyn eller är villkorligt frigivna med verksamhetsområden enligt förordningen (1998:1318) om övervakningsnämndernas verksamhetsområden m.m.
Övervakningsnämnd, som består av ordinarie domare från tingsrätt och ett antal nämndemän utsedda av landstinget, äger också att besluta om ärenden med anledning av intensivövervakning och upphävande av vårdvistelse, utökad frigång och halvvägshus.
Vanliga åtgärder från övervakningsnämnden vid misskötsamhet kan vara: kallelse, kontaktföreskrift, varning, återredovisning av skyddstillsyn till åklagare för undanröjande, vilket kan innebära fängelse i stället för övervakning, förverkande av villkorligt medgiven frihet (max 15 dagar åt gången) samt omhändertagande.